# 111 Peloton Speciale Opdrachten

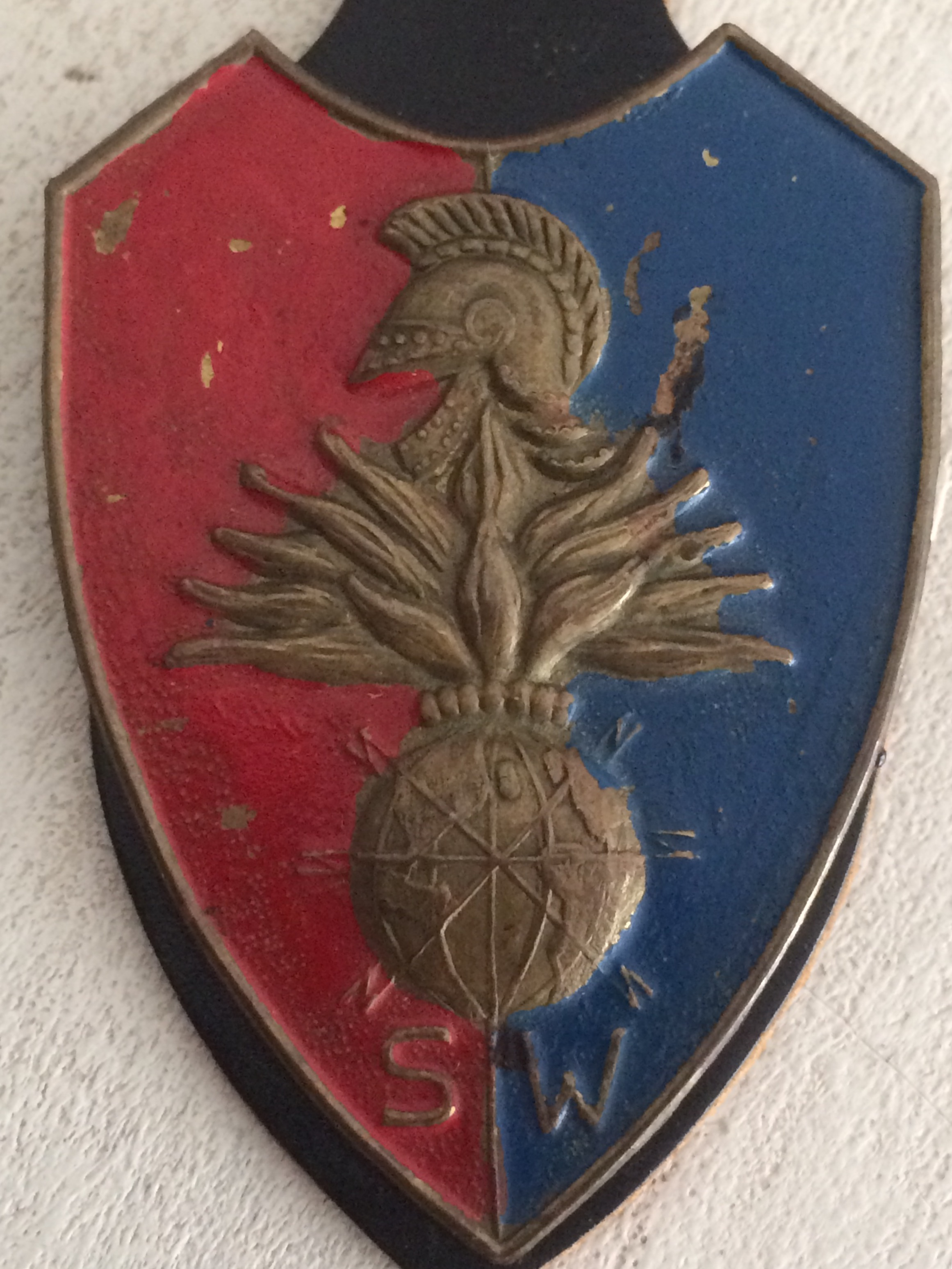
Onderdeels embleem

111 Peloton Speciale Opdrachten (111 PSO) was een genie-eenheid van de Koninklijke Landmacht die tot taak had het leggen en aanbrengen van nucleaire springmiddelen (Amerikaanse Atomic Demolition Munitions, ADM's). De eenheid was gelegerd in Wezep op de Prinses Margrietkazerne en in Seedorf.

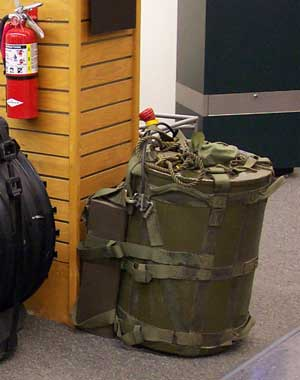
H-912 transport container voor de Mk-53 Special Atomic Demolition Munition

## Oprichting
In 1962 kreeg het toenmalige eerste legerkorps in reactie op internationale spanningen na de Cubacrisis de beschikking over o.a. ADM's. Dit paste ook in de toenmalige strategie van de NAVO die voorzag in verregaande nuclearisering van de geallieerde krijgsmachten. 

## Taak
Nucleaire springmiddelen (ADM's) konden door de genie gebruikt worden voor het creëren van obstakels voor vijandelijke (Warschau Pact-)eenheden bij een (verwachte) doorbraak ergens in het legerkorpsvak. Door ADM's te gebruiken kon een groot object worden vernietigd zonder dat er enorme hoeveelheden conventionele explosieven gebruikt hoefden te worden. Daarmee werden problemen van opslag in vredestijd en een lange voorbereidingstijd bij daadwerkelijke inzet voorkomen.
Gebruik van nucleaire springmiddelen moest weloverwogen gebeuren. De plannen van het Warschau Pact voorzagen (net als die van de NAVO) in de inzet van nucleaire wapens bij een grootschalig conflict. Er moest dan wel een heel dringende reden zijn om ook nog eens nucleaire wapens op eigen grondgebied in te zetten. PSO werd al ingezet als er diplomatieke spanningen waren.

## Opheffing
De bijzondere taak van 111 PSO eindigde als gevolg van een besluit dat de NAVO in 1983 nam in het Canadese Montebello. Hierin werd bepaald dat 1.400 kernwapens uit Europa zouden worden teruggetrokken. Hieronder vielen de technisch verouderde en politiek steeds meer omstreden ADM's. Dit leidde tot de opheffing van 111 Peloton Speciale Opdrachten in 1986. De Koninklijke Landmacht voerde hierna nog een tweetal nucleaire taken uit: (1) met de Lance-raketten van 129 Afdeling Veldartillerie, en (2) met de nucleaire artillerie, ondersteund door 19 Batterij Speciale Opdrachten.

## Mogelijke Doelen
De inzet van deze wapens door het peloton was gepland voor de Noord-Duitse Laagvlakte, het gebied dat verdedigd moest worden door het eerste Nederlandse legerkorps. In het voormalige West-Duitsland zijn bij veel bruggen, tunnels, verkeersknooppunten e.d. hiervoor al op voorhand springschachten aangebracht. Andere doelen die in aanmerking kwamen voor vernietiging door ADM’s zijn stuwdammen, kanalen, vliegvelden, havens, industriegebieden, spooremplacementen en zelfs smalle dalen zijn genoemd.
Inzet in Nederland van ADM's was in eerste instantie niet de bedoeling, maar ook in Nederland zijn grootschalige vernielingen aan kunstwerken voorbereid. Hiervoor waren bijvoorbeeld kamers aangebracht onder startbanen van vliegvelden en in pijlers van rivierbruggen waarin conventionele springmiddelen konden worden aangebracht. 
In de tachtiger jaren besloot men dat kostbare kunstwerken zoals de Elbetunnel niet helemaal vernietigd hoefden te worden om toch het gewenste effect te krijgen. Hiervoor zou dan bijvoorbeeld maar een beperkt stuk wegdek, bijvoorbeeld 30m, weggesprongen worden. De tunnel zou hierna worden volgezet met aan elkaar gelaste containers in combinatie met een valhindernis. Op deze manier zou de vijand behoorlijk lang bezig zijn om deze kunstwerken weer in bedrijf te krijgen.

## Opslaglocatie ADM's
De ADM’s waren (wellicht) opgeslagen in het Speciale Wapendepot Stockerbusch nabij Büren in Duitsland. Informatie betreffende de exacte locaties, aantallen en types wapens die in de verschillende depots zijn opgeslagen is niet algemeen voorhanden, dit blijft dus grotendeels giswerk. Bekend is echter dat in dit NAVO-complex nucleaire wapens opgeslagen voor gebruik door meerdere landen, waaronder (voornamelijk) België. De beveiliging was aldus een multinationale taak en werd gezamenlijk uitgevoerd door 435 Infanterie Beveiligingscompagnie (IBC) “Van Heutsz” en het 13e (BE) Artilleriebataljon. IBC 435 was gelegerd in Breda en kwam voor wisseldiensten naar Büren, waarbij ze gelegerd werd in kwartier Cortemarck te Büren, een Belgische kazerne in Duitsland. Eveneens was hier de Amerikaanse 27th Ordnance Company gelegerd die verantwoordelijk was voor het beheer, onderhoud en uitgifte van de nucleaire wapens indien daartoe opgedragen. Het depot is inmiddels gesloten en gesloopt.